# Nazionale olimpica di calcio della Corea del Nord
La nazionale olimpica nordcoreana di calcio è la rappresentativa calcistica della Corea del Nord che rappresenta l'omonimo stato ai Giochi olimpici.

## Statistiche dettagliate sui tornei internazionali

### Giochi olimpici
| Anno | Luogo             | Piazzamento      | V | N | P | Gol |
| ---- | ----------------- | ---------------- | - | - | - | --- |
| 1952 | Helsinki          | Non partecipante | - | - | - | -   |
| 1956 | Melbourne         | Non partecipante | - | - | - | -   |
| 1960 | Roma              | Non partecipante | - | - | - | -   |
| 1964 | Tokyo             | Ritirata         | - | - | - | -   |
| 1968 | Città del Messico | Ritirata         | - | - | - | -   |
| 1972 | Monaco di Baviera | Non qualificata  | - | - | - | -   |
| 1976 | Montréal          | Quarti di finale | 1 | 0 | 2 | 3:9 |
| 1980 | Mosca             | Non qualificata  | - | - | - | -   |
| 1984 | Los Angeles       | Non partecipante | - | - | - | -   |
| 1988 | Seul              | Squalificata     | - | - | - | -   |
| 1992 | Barcellona        | Non qualificata  | - | - | - | -   |
| 1996 | Atlanta           | Non partecipante | - | - | - | -   |
| 2000 | Sydney            | Non qualificata  | - | - | - | -   |
| 2004 | Atene             | Non qualificata  | - | - | - | -   |
| 2008 | Pechino           | Non qualificata  | - | - | - | -   |
| 2012 | Londra            | Non qualificata  | - | - | - | -   |
| 2016 | Rio de Janeiro    | Non qualificata  | - | - | - | -   |
| 2020 | Tokyo             | Non qualificata  | - | - | - | -   |
| 2024 | Parigi            |                  | - | - | - | -   |

## Tutte le rose

### Giochi olimpici
Calcio ai Giochi Olimpici Estivi 19761 Jin I.C., 2 Kim G.S., 3 Kim I.N., 4 Kim M.S., 5 Kim J.M., 6 Kim M.G., 7 Ma J.U., 8 Pak J.H., 9 An S.U., 10 Hong S.N., 11 Cha J.S., 12 Kim S.G., 13 Yang S.G., 14 An K.W., 15 Li H.Y., 16 Myong D.C., 17 Pak K.W., CT: Pak D.I.